# Vatican Miracle Examiner
A Vatican Miracle Examiner (バチカン奇跡調査官 Bacsikan Kiszeki Csószakan) egy japán light novel sorozat Fudzsiki Rin írótól és Sibamoto Thores illusztrációival. A sorozat 2007-ben indult. 2012 és 2014 között futott egy mangaadaptációja Kaeda Eidzsitől, majd egy második 2016-tól Hino Andzsuétól. 2017 július 7. és szeptember 22. között adták le az animeadaptációját, melyért a J.C.Staff stúdió felelt.

## Cselekmény
A történet két férfi, Hiraga Josef Kó és Roberto Nicholas kalandjait követi, akik a titkos Szentek Széke (聖徒の座 Seito no Za) nevű szervezetnek dolgoznak, mely a Vatikán állítólagos csodákat vizsgáló részlege. Munkájuk során általában különös gyilkossági esetekbe keverednek, melyet gyakran maguknak kell kinyomozni. Útjukat hamarosan keresztezi az ősi Galdoune társaság, akik a Vatikán feletti uralomra pályáznak, és a középkor óta végeznek sötét tudományos és alkímiai kísérleteket, hogy elérjék a halhatatlanságot.

## Szereplők
Hiraga Josef Kó (平賀・ヨゼフ・庚 Hiraga Yozefu Kó)
Hangja: Okamoto Nobuhiko
Egy fiatal japán pap a Vatikán szolgálatában, aki a világszerte bejelentett állítólagos csodák kivizsgálásával foglalkozik. Kivételes matematikai és tudományos tehetséggel rendelkezik, ezért a csodák vizsgálatakor tudományos ismereteire hagyatkozik.
Roberto Nicholas (ロベルト・ニコラス Roberuto Nikoraszu)
Hangja: Szuvabe Dzsunicsi
Josef nyomozótársa, egy olasz pap jelentős ismerettel a szinkretizmus és a teológia terén. Mély szeretetet táplál az ókor tudásanyaga és a könyvek iránt, és több ókori és idegen nyelvet ismer behatóan (görög, latin, arab, héber, német és angol nyelven beszél). Később fény derül árvaságára is, mivel az apja megölte az anyját és megszökött, mikor a fiú még csak tizenkét éves volt.
Saul érsek (サウロ大司教 Szauro Daisikjó)
Hangja: Ebara Maszasi
A Szentek Székének főnöke és a Szentek Ügyeinek Kongregációja tagja, a Vatikán egyik leghatalmasabb embere.Nagyra tartja mind Josefet, mind Robertót, hajlandó szükség esetén egy fegyelmi eljárástól is megvédeni őket.
Lauren Di Luca (ローレン･ディルーカ Róren Dirúka)
Hangja: Szaitó Szóma
Egy fiatal, de világszerte ismert olasz hacker, 200 feletti IQ-val rendelkező zseni, aki több terrortámadásban és egyéb bűncselekményben is részt vett. Letartóztatása után a Vatikán elérte Olaszországnál, hogy náluk legyen bebörtönözve és így kihasználhassák kivételes képességeit. Miután elveszített egy játszmát Josef ellen, beleegyezett hogy segítse őt és Robertót a cellája fogságából. Morális és empatikus hiányosságai miatt egy mérgezett lábbilincset köteles viselni, ami azonnal megöli, ha valaha megpróbálna ellenszegülni a Vatikánnak.
Bill Suskins (ビル･サスキンス Biru Szaszukinszu)
Hangja: Jaszumoto Hiroki
Az FBI ügynöke, aki Afrikába utazott, hogy felgöngyölítse barátnője, Amy Boness különös halálának esetét. Küldetése során találkozik Joseffel és Robertóval, akikkel sikeresen megoldja az ügyét, bár a tettes Juliát nem fogják el. Suskins és a két pap útjai újra keresztezik egymást Olaszországban, ahol ismét egyesítik erőiket, hogy megállítsák Juliát.
Julia atya (ジュリア司祭 Dzsuria Siszai)
Hangja: Jusza Kódzsi
Egy afrikai templom látszólag jóindulatú misszionáriusa. Josef és Roberto egy misszióján belüli csoda kapcsán találkoznak vele, azonban később kiderül, hogy valójában a Galdoune baljós machiavellista vezető alakja.
Hiraga Rjóta (平賀良太 Hiraga Rjóta)
Hangja: Jonaga Cubasza
Josef kerekesszékes kisöccse, aki a csontrák egy ritka fajtájában szenved. A betegsége várhatóan pár éven belül végez vele, ezért egy gyógyíthatatlan beteg gyerekeknek fenntartott speciális intézményben ápolják Németországban. Josef gyakran szenved róla szóló rémálmoktól és látomásoktól. Később kiderül, hogy kiskora óta képes látni a Halál Angyalait.

## Média

### Light novel
Fudzsiki Rin Sibamoto THORES borítórajzával 2007-ben jelentette meg a sorozat első kötetét. Ezt és a 2009-es második kötetet a Kadokava Soten adta ki.A sorozatot 2010-ben vitték át a Kadokawa Horror Bunko lapba, ami a harmadik kötet 2011-es megjelenése előtt újra kiadta az első két kötetet is.

#### Kötetei
| No. | Cím                                                                        | A japán kiadás dátuma                 | Japán ISBN                                    |
| --- | -------------------------------------------------------------------------- | ------------------------------------- | --------------------------------------------- |
| 1   | A fekete akadémia Kuro no Gakuin (黒の学院)                                | 2007. december 10. 2010. december 25. | ISBN 978-4-04-873823-1 ISBN 978-4-04-449802-3 |
| 2   | A Sátán ítélete Szatan no Szabaki (サタンの裁き)                           | 2009. augusztus 27. 2011. január 25.  | ISBN 978-4-04-873977-1 ISBN 978-4-04-449803-0 |
| 3   | Aranyszín sötétség Jami no Kogane (闇の黄金)                               | 2011. február 25.                     | ISBN 978-4-04-873977-1                        |
| 4   | Az Ezeréves Királyság mestere Szen'nen'ókoku no Sirabe (千年王国のしらべ)  | 2011. július 23.                      | ISBN 978-4-04-449805-4                        |
| 5   | Vér, rózsa és kereszt Csi to Bara to Dzsúdzsika (血と薔薇と十字架)         | 2011. október 25.                     | ISBN 978-4-04-100034-2                        |
| 6   | Laplace ördöge Rapuraszu no Akuma (ラプラスの悪魔)                         | 2012. május 25.                       | ISBN 978-4-04-100206-3                        |
| 7   | A menny és pokol játéka Tensi to Akuma no Gému (天使と悪魔のゲーム)        | 2012. december 25.                    | ISBN 978-4-04-100629-0                        |
| 8   | A vég Szűzanyja Súmacu no Szeibo (終末の聖母)                              | 2013. október 25.                     | ISBN 978-4-04-101050-1                        |
| 9   | A téli farkas, ami felfalta a Holdat Cuki o Nomu Kóri Ókami (月を呑む氷狼) | 2014. szeptember 25.                  | ISBN 978-4-04-101969-6                        |
| 10  | Eredendő bűn apostolok nélkül Genzai Naki Sito-tacsi (原罪無き使徒達)      | 2015. március 25.                     | ISBN 978-4-04-101968-9                        |
| 11  | A bebörtönzött nyomozó Dokubó no Tantei (独房の探偵)                       | 2015. június 20.                      | ISBN 978-4-04-102937-4                        |
| 12  | A démonok lakomája Akuma-tacsi no Utage (悪魔達の宴)                       | 2015. október 24.                     | ISBN 978-4-04-102938-1                        |
| 13  | Salamon utódja Szoromon no Macuei (ソロモンの末裔)                         | 2016. február 25.                     | ISBN 978-4-04-102939-8                        |

### Manga
2012. január 24-én indult egy mangasorozat Kaneda Eidzsi tollából a Kadokawa Comic Kai magazinjában. A sorozatot két kötetbe gyűjtve 2013. február 23-án (ISBN 978-4-04-120572-3) és 2014. január 24-én (ISBN 978-4-04-120973-8) adták ki.
Hino Andzsue 2016. augusztus 12-én indított el egy második feldolgozást a Media Factory sódzsó magazinja, a Monthly Comic Gene 2016 szeptemberi számában.

### Anime
A Monthly Comic Gene 2016 decemberi számában jelentettek be egy animációs feldolgozást 2016. november 15-én. A feldolgozás egy tévésorozat volt, ami 2017. július 7 és szeptember 22. között futott tizenkét epizóddal és bejelentettek egy OVA-epizódot is. Jonetani Jositomo rendezte a J.C.Staffnál és Minakami Szeisi írta. A karakterdizájnért Ivakura Kazunori felelt. A nyitódalt ("Mysterium") a SCREEN mode együttes adta elő, a záródalt pedig Okamoto Nobuhiko. A Sentai Filmworks licencelte és streamelte az animét az Amazon Prime Videón. Az MVM Films lincencelte az animét az Egyesült Királyságban.
| No. | Cím | Tévés megjelenés dátuma | Tartalom |
| --- | --- | ----------------------- | --- |
| 1   | "Az Úr segedelmével felnyitom szemem" "Omo no sasae ni yorite ga wa mezameru" (主の支えによりて我は目覚める) | 2017. július 7.         | Hiraga Josef Kó és Roberto Nicholas észak-Mexikóba utaznak, hogy fényt derítsenek a San Rosario apátságban állítólag szeplőtelenül megrontott Dolores nővér esetére. Ugyanazon este azonban az apátság egyik papját holtan találják, és hamarosan újabb állítólagos csodának lesznek tanúi.                                                                  |
| 2   | "A lét végtelen nehézsége" "Szonzai no kagiri naki fuan" (存在のかぎりなき不安) | 2017. július 14.        | A szobor könnyeinek csodájára egyszerű a magyarázat, de az apátságot újabb gyilkosság rázza meg. Josef és Roberto szerint San Rosario ősi történelme rejti a megoldást, de a papok ellenségeskedése akadályozza a további nyomozást. |
| 3   | "Istenek titkai és a 666 szörnyetege" "Kamigami no himicu to 666 no sisi" (神々の秘密と666の獣) | 2017. július 21.        | Sötét titkok kerülnek napvilágra, miközben Josef és Roberto tovább nyomoz a San Rosario-i gyilkosságsorozat ügyében.Mindeközben egy állítólagos démoni megszállás valami jóval borzasztóbbá válik, ami során a két vatikáni küldött elkezdi megérteni San Rosario igazi természetét.                                                                         |
| 4   | "És mégis hiszek Istenben" "Szoredemo nao, vaga va kami o sinzu" (それでも尚、我は神を信ず) | 2017. július 28.        | Josef és Roberto felfedték az igazságot a szeplőtelen fogadtatásról, melynek háttere a második világháború végnapjaiba nyúlik vissza, amikor a haldokló Harmadik Birodalom már egy Negyedik születéséhez hintett el magokat. |
| 5   | "Az angyalok és démonok játéka" "Tensi to akuma no gému" (天使と悪魔のゲーム) | 2017. augusztus 4.      | Ahogy Josef visszaemlékszik a Laurennel való első találkozására, eszébe jut egy megoldatlan régi eset egy férfiról, aki ördögi szerződést kötött. Lehet egy ilyen ajándékot jóra használni és boldogságra lelni általa? |
| 6   | "Az Úr átadja minden kinyilatkoztatását" "Omo va arajuru keidzsi o tare tamau" (主はあらゆる啓示を垂れ給う) | 2017. augusztus 11.     | Josef és Roberto Közép-Afrikába utaznak egy rég halott látnok, John Jones romolhatatlan testének kivizsgálására. Az első vizsgálat szerint a csoda valósnak tűnik, mint a halott pap ajándéka. Ám amíg Josefet lenyűgözi a templom vezetőjének, Juliának tiszta szellemisége, Roberto ellenben a rá váró sötét sorsot látja meg Jones utolsó jövendölésében. |
| 7   | "Akiket átok sújt" "Noroi no rakuin o oszare sisa" (呪いの烙印を押されし者) | 2017. augusztus 18.     | Roberto kétségbeesett kísérletei a csoda megmagyarázására, és így saját fenyegető halálának elkerülésére lassan elérik a pontot, ahol a lelke már hatalmasabb veszélyben van, mint a teste. |
| 8   | "Csak a halálon át érthetjük meg igazán az örök életben való újjászületést" "Sinu koto nijotte nomi, eien no szeimei ni jomigaeru koto o fukaku szatore" (死ぬことによってのみ、 永遠の生命によみがえることを深く悟れ) | 2017. augusztus 25.     | Roberto megmenekülése ellenére a John Jones próféciái és romlatlan teste körüli csodák minden kétség felett állónak tűnnek. Az igazság Roberto gyermekkora árnyai között rejtőzik, a legszentebb lélek pedig valami egészen másnak bizonyul. |
| 9   | "A Lenyakazó Bohóc és Salamon meséje" "Kubikiri dókesi to Szoromon no dóva" (首切り道化師とソロモンの童話) | 2017. szeptember 1.     | Számtalan csoda történik egy kis Firenze közeli faluban Olaszországban. Josef és Roberto nyomozás közbenegy régi és félelmetes legendára bukkannak: a Lenyakazó Bohócéra, aki a falu körüli erdőkben kísért. |
| 10  | "A múlt kísértetei felbukkannak" "Aravaresi kako no Bórei" (現れし過去の亡霊) | 2017. szeptember 8.     | Josef és Roberto személyes nyomozása a templomban történt nyomozás kapcsán összefüggésbe hozható egy 1985-ös régebbi esettel. Eközben Suskins felfedi, hogy a talán még életben lévő Julia, a Lenyakazó Bohóc és a Galdoune között van kapcsolat. |
| 11  | "A sötétség aranya; az Úrral vagyok" "Jami no ógon, ga, omo totomoni" (闇の黄金、我、主とともに) | 2017. szeptember 15.    | A szerencsétlen 1985-ös expedíció nyomain haladva Josef, Roberto, Suskins és Bafi rálelnek a Galdoune rejtekhelyére, azonban a szervezet valódi ambícióinak felfedezése után a két pap hitét drámai próba elé állítják: készen állnak-e eladni a lelküket a leghőbb álmuk valóra váltásáért cserébe?                                                         |
| 12  | "Szimfónia" "Sinfonia" (シンフォニア) | 2017. szeptember 22.    | Ahogy Rjóta valószínűleg utolsó pillanatait éli ezen a világon, elgondolkodik az életén, és a három köpenyes alakon, akik mindig megjelentek, amikor valaki hozzá közelálló épp meghalni készült. Vajon történhet-e ezúttal igazi csoda? |

## Fogadtatás
A sorozatból több mint 950000 kötet kelt el Japánban.

## Fordítás
Ez a szócikk részben vagy egészben  a   Vatican Miracle Examiner című angol Wikipédia-szócikk ezen változatának fordításán alapul.  Az eredeti cikk szerkesztőit annak laptörténete sorolja fel. Ez a jelzés csupán a megfogalmazás eredetét és a szerzői jogokat jelzi, nem szolgál a cikkben szereplő információk forrásmegjelöléseként.